# یووانیا
یووانیا صربی: Jovanja}} یک روستا در صربستان است که در ناحیه کولوبارا واقع شده‌است.
 یووانیا  ۳۱۰ نفر جمعیت دارد.